# Супер-Індай та Ґолді Біб
«Супер-Індай та Ґолді Біб» — рімейк 2010 року оригінального фантастичного пригодницького фільму 1988 року з Марісель Соріано в головній ролі, який є офіційним учасником 36-го кінофестивалю Metro Manila. Фільм є спільним виробництвом компаній Regal Entertainment та Regal Multimedia, Inc. Він вийшов на екрани 25 грудня 2010 року. У фільмі знялися Маріан Рівера в ролі Супер-Індая та Джон Лапус у ролі Золотого Біба. Дистрибуцією фільму займалася компанія GMA Pictures.

## Сюжет
Занепалий ангел Ґолді (Джон Лапус) і тіянак (у філіппінській міфології — вампірична істота з філіппінської міфології, що приймає образ немовляти) (Елайджа Алехо) об'єднують зусилля, щоб створити супергероя, чиї добрі справи стануть для обох істот перепусткою на небеса. Індай (Маріан Рівера) — проста і невинна провінційна дівчина з люблячою матір'ю. Ґолді та тіянак зустріли Індай. Зустріч несподівано перервала її сусідка, яка повідомила, що її мати помирає.
Індай повертається до будинку. Там її мати на смертному одрі сповідується та відкриває болючу правду, що її просто всиновили після того, як її справжня мати покинула її. Індай дізналася, що її справжні батьки перебувають у Манілі. Після цього прийомна мати відходить у вічність.
У відчаї Ґолді вирішила, що Індай може успадкувати його сили і їй лише потрібно відповідати його умовам і критеріям. Для хитрощів вони разом з нею їдуть автостопом, замасковані під матір і доньку, щоб знайти шлях до Маніли. Тіянак везе з собою її поховальну труну, і вони зникають, щойно автобус зупиняється в Манілі.
Невинна жінка з провінції без досвіду роботи знаходить роботу покоївкою в домогосподарстві багатої родини, де раніше працювала її рідна мати. Чоловік — бізнесмен, діти просто розпещені, а дружина має таємницю.
Працюючи покоївкою, Індай мириться з витівками Кокай (Покванг), майордоми дому, яка ненавидить Індай до глибини душі. Ґолді та тіянак намагаються таємно допомогти їй, даючи їй золоті яйця Ґолді, що містять частку сили Ґолді. Секрет молодості дружини полягає в тому, що коли вона приносить дитину в жертву демонам, то отримує натомість безсмертя та молодість. Однак їй потрібно приносити в жертву більше дітей, бо її молодість триває недовго. Тому вона збирає армію, яка виконує її накази, аж поки демони не вимагають вбити нащадків її чоловіка. Коли демонічна армія намагається викрасти дітей, Індай (з допомогою Ґолді) дає відсіч нападникам, але жінка підставляє її і звільняє за її вчинки.
З розбитим серцем Індай вирушає на пошуки зачіпок того, як виглядає її справжня мати, аж поки не знаходить її на ринку. Вона вистежує її, винаймає кімнату неподалік і живе їхнім повсякденним життям, продаючи пофарбовані в золото яйця та збираючи вторсировину, доки не набирається сміливості, щоб протистояти їй. Мати відкриває правду й знайомить її з батьком. Коканг, підозрюючи, що відбувається, переслідує свого роботодавця і дізнається про таємницю, але потрапляє в полон до нього і піддається гіпнозу.
Тим часом демони продовжують нападати й викрадати дітей для жертвоприношень, аж поки Дивовижний Джей не втручається. Індай успішно відбиває напад. Вони з Джеєм намагаються розслідувати, поки не знаходять Коканга, на якого накладено закляття. Вона звільняє його від прокляття і тікає від демонів. Вона намагається перетворитися на Супер-Індай, але Коканг з'їдає справжнє яйце, що містить силу Ґолді, перетворюючи її на Копію. Маючи достатньо сили, Індай, Джей та Копія вступають у двобій з Інґрід та її демонічними поплічниками. Перемагаючи її, вони змушують її померти у вівтарі.
Через кілька днів Ґолді та тіянак (пізніше названа Анжелікою) отримали квиток на сходження на небо. Під час вечірки в ставку з'являється монстр-краб із володарем-людою. З'являються Індай і Джей і борються з монстром, а Ґолді та Анжеліка піднімаються на небеса.

## Акторський склад
- Маріан Рівера — Індай-Супер-Індай
- Джейк Куенка — Джеффрі/Дивовижний Джей
  - Кенджі Анонуево — молодий Джеффрі
- Джон Лапус — Ґолді Біб
- Покванг — Кокай/Копія
- Джестоні Аларкон — Денні
- Черрі Пі Пікаче — Моніна
- Мілен Дізон — Інґрід
- Бубой Вільяр — Етнок
- Сабріна Мен — Джінгкі
- Джайрус Акіно — Деніел мл.
- Елайджа Алехо — безіменна дівчина
- Шина Халілі — Тонетт
- Ірма Адлаван — Люсіта

## Відгуки

### Касові збори
Повідомляється, що фільм «Супер-Індай та Ґолді Біб» за перші два дні у філіппінському прокаті зібрав 3,1 мільйона ₱.

### Критичні відгуки
Філіппінський розважальний портал зазначив, що хоча «Супер-Індай та Ґолді Біб» залишився таким же, як і в оригінальному фільмі, характер Ґолді Біба значно змінився. Називаючи фільм «пристойним» і «справжнім супергеройським фільмом», який не намагається бути чимось іншим, вони вважали, що він задовгий і не говорить нічого важливого. На противагу Click The City назвав фільм «жахливим», стверджуючи, що він безуспішно намагався привернути увагу всіх, напхавши занадто багато, і оцінивши його 1,5/5.

## Нагороди
| Рік      | Організація нагородження   | Категорія                                             | Одержувач          | Результат |
| -------- | -------------------------- | ----------------------------------------------------- | ------------------ | --------- |
| 2010 рік | Кінофестиваль Метро Маніла | Краща жіноча роль                                     | Маріан Рівера      | Номінація |
| 2010 рік | Кінофестиваль Метро Маніла | Кращий візажист                                       | Нестор Даяо та ін. | Номінація |
| 2010 рік | Кінофестиваль Метро Маніла | Найкраща звукова інженерія (порівняно з RPG Metanoia) | Дітой Агіла        | Перемога  |